# Franklin Green
Franklin Green, né le 5 mai 1933 à Chicago et mort le 24 août 2003, est un tireur sportif américain.

## Palmarès

### Jeux olympiques d'été
- Jeux olympiques d'été de 1964 de Tokyo
  -  Médaille d'argent en pistolet à 50m[2]